# Cù lao Lợi Quan
Cù lao Lợi Quan là một cụm cù lao và cồn nằm trên sông Mỹ Tho thuộc huyện Tân Phú Đông, tỉnh Tiền Giang, Việt Nam.

## Địa lý
Cù lao chính tên là Lợi Quan với trục từ tây sang đông đi từ xã Tân Thới, qua Tân Phú, Phú Thạnh, Phú Đông đến Phú Tân. Cách con sông Cửa Trung (năm giữa hai con sông Cửa Tiểu và Cửa Đại) là xã đảo Tân Thạnh. Phía tây nam của cù lao Lợi Quan là cồn Tào (cù lao Tam Hiệp) thuộc huyện Bình Đại, Bến Tre.
Cù lao Lợi Quan có chiều dài hơn 37 km, chỗ rộng nhất hơn 6 km.

## Hành chính
Cù lao Lợi Quan có 5 xã: Tân Thới, Tân Phú, Phú Thạnh, Phú Đông, Phú Tân thuộc huyện Tân Phú Đông.

## Lịch sử
Cù lao Lợi Quan trước đây thuộc địa phận hai huyện Gò Công Đông và Gò Công Tây.
Theo sách Gia Định Thành Thông Chí, cù lao có tên là Đại Tiểu Hải Châu (cù lao Đại Tiểu), hay còn gọi là Trấn Hải Châu. Tên gọi Lợi Quan xuất hiện vào thời vua Tự Đức khi có một trạm thu thuế đặt tại cù lao.
Thời Nguyễn Hữu Cảnh, vâng lệnh triều đình vào Nam khai phá, nơi đây còn chưa được biết đến. Thời nhà Nguyễn, vạt đất nhô lên giữa bốn bề sông nước này được đặt tên là cù lao Mông thuộc trấn Hải Châu, huyện Kiến Hòa, tỉnh Định Tường. Lúc bấy giờ chỉ có hai làng: Tân Thới (phía Tây) và Phú Thạnh Đông (phía Đông).
Ngày 16 tháng 2 năm 1867, toàn quyền Pháp ở Đông Dương nhập cù lao Mông về tỉnh Gò Công và đặt tên là cù lao Lợi Quan.
Cù lao Lợi Quan nằm ở cuối hạ lưu sông Tiền, được bao bọc bởi phần cuối của ba con sông cửa Tiểu, cửa Trung, cửa Ðại tiếp giáp với Biển Ðông, bao gồm sáu xã Phú Tân, Phú Ðông (Gò Công Ðông), Phú Thạnh, Tân Phú, Tân Thạnh và Tân Thới (Gò Công Tây), với tổng diện tích tự nhiên hơn 20 nghìn ha, dân số hơn 43 nghìn người.
Ngày 30 tháng 4 năm 2008, cù lao Lợi Quan cùng với cồn Bà (xã Tân Thạnh và hệ thống các cù lao; cồn bãi khác nằm kẹp giữa hai vàm Cửa Tiểu và Cửa Đại tiếp giáp với Biển Đông có tên gọi mới là huyện đảo Tân Phú Đông.

## Văn hóa - du lịch
Cù lao Lợi Quan có rất nhiều địa danh mang tên các bà như: Bà Từ, Bà Tài, Bà Chủ, Bà Tiên, Bà Thao, Bà Lắm, Bà Tổng,... tên của các bà được gắn với những con kênh, những bến đò, những cây cầu, đến những ngôi miễu.
Trên cù lao có di tích lịch sử Lũy Pháo Đài, một căn cứ của nghĩa binh Trương Công Định, thuộc xã Phú Thạnh Đông cũ, nay là xã Phú Đông. Lũy Pháo Đài nằm vắt ngang mõm Cù lao Lợi quan, từ Vàm Cửa Tiểu sang Cửa Trung. Lũy pháo Đài nằm ở ấp Pháo Đài, xã Phú Tân.